# Партицький Омелян Йосипович
Омеля́н Йо́сипович Парти́цький (28 травня 1840, Тейсарів — 1 лютого 1895, Львів) — український учений-мовознавець, етнограф, історик, педагог, громадський діяч.

## Життєпис
Народився в селі Тейсарові (пізніше — Жидачівського повіту, від 17 липня 2020 — Стрийського району) в сім'ї священника о. Йосипа Партицького (нар. 1804, пароха в Тейсарові з 1825 по 1879 рік).
Дуже рано покинув батьківську хату. Початкову освіту здобув у місті Стрию. Вчився в Бернардинській гімназії, Львівській духовній семінарії, у Львівському університеті, який закінчив у 1863 (за іншими даними, в 1864) році. Іспити склав на відмінно; одержав три дипломи: етнографа, історика, педагога і мовознавця української літератури. Викладав у Чернівцях, цісарсько-королівській Тернопільській гімназії (вчитель української та класичних мов, 1864—1868 рр.), Академічній ґімназії у Львові (1868—1871 рр.), Львівській учительській семінарії (1871—1895 рр.).
У Тернополі разом з Володимиром Лучаковським, Василем Ільницьким, Євгеном Згарським створив літературний гурток.
Один з лідерів народовецького руху в Галичині, редактор «Газети шкільної» (видавав власним коштом, 1875—1879 рр.), «Зорі» (двотижневик, заснував, шість років видавав власним коштом 1880—1885 рр.).
Автор підручників з мови, літератури, видав «Нѣмєцко-руский словаръ», «Старинну історію Галичини» (1894 р.). Переклав «Слово о полку Ігоревім» (1884 р.).
Сповідував ідеї «народовців», один із засновників, почесний член культурно-освітньої організації «Просвіта», заступник голови першого головного відділу товариства, 1874 року виконував його обов'язки. 1875 року — делегат від головного виділу на заснуванні першої філії «Просвіти» в селі Бортниках Бібрецького повіту (сучасний Жидачівський район).
Разом з Анатолем Вахнянином видавав у 1877—1879 роках «Письмо з Просвіти». Під його впливом частина студентської молоді змінювала погляди з москвофільських на народовські (зокрема Володимир Масляк). Матеріально підтримував студентську молодь, зокрема Івана Франка.
Для покращення здоров'я в останні роки життя їздив на лікування до Одеси, відпочивав і лікувався в Карлових Варах (Карлсбаді, зокрема в 1894 році).
Раптово помер 1 лютого 1895 року у Львові. Похований на 14 полі Личаківського цвинтаря.

## Творчість
1863 року в літературному збірнику «Галичанинъ» надруковано твір Омеляна Партицького, написаний народною мовою,— «Червона Русь в часах передісторичних». У цьому збірнику опублікував статтю про походження Руси, надрукував дві поезії; статті започаткували працю як історика над історією Руси. 1884 року друком вийшла величезна студія «Старинна історія Галичини».
Збирав етнографічні матеріали, помістив у «Правді» — 1868 р.: «З уст народна: гагілки, коляди», у «Газеті шкільній» за 1877 р.: «Заговори у Русиків», «Рахманьский Великдень».
У 1875—1879 рр. надрукував ряд статей про виховання: «Гадки про виховання домашнє» (1877), «Листи о вихованню» (1879), працював у комісії з видання шкільних книжок. Видав гарно укладені читанки для народних шкіл, працював над граматиками: «Руска читанка для нижчих кляс середніх шкіл» (1871), «Руский буквар для шкіл людових» (1876), «Руска читанка для третьої кляси шкіл народних»(1878), «Граматика руского язика для ужитку в школах людових»(1880).
Видання граматики 1880 року з погляду методики вважалося одним із найкращих видань граматик «рускої (української) мови» того часу.

## Вшанування пам'яті
У рідному селі Тейсарові:
- коштом односельців перед школою встановлено пам'ятник Омеляну Партицькому;
- його іменем названа одна з вулиць села.

У Жидачеві:
- ґімназія Жидачева (Удеча) названа його іменем.